# Rubus gratus
Rubus gratus — вид квіткових рослин з родини трояндових (Rosaceae). Ареал: Англія, Ірландія, Данія, Нідерланди, Бельгія, Німеччина (Бранденбург, Баварія, Гессен, Гамбург, Мекленбург-Передня Померанія, Нижня Саксонія, Північний Рейн-Вестфалія, Рейнланд-Пфальц, Шлезвіг-Гольштейн, Саксонія, Саксонія-Ангальт), Польща, Східна Франція; інтродукція: Швеція.

## Морфологічний опис
Це кущ із дуговими червонувато-пурпуровими стеблами. Стебло має численні колючки різного розміру, більшість з яких мають довжину від 4 до 7 мм. Листя складається з п'яти жовтувато-зелених листочків. Квітки великі (до 4 см в діаметрі), рожеві.

## Використання в кулінарії
Гарний вид особливо для приготування десертів.